# Червона рута (альбом)
«Співає Софія Ротару I», частіше названий за першою композицією «Червона рута» — дебютний студійний альбом співачки Софії Ротару, що вийшов 1972 року. Назва альбому в оригіналі присутня лише на лицьовій стороні обкладинки ВСГ, і позначена просто як «Співає Софія Ротару» на звороті конверта, п'ятака (поле етикетки) диска і примірниках ЛЗГ і АОЛЗ . Також, за ГОСТом 5289 від 1968, на конвертах відсутня тривалість звучання кожного треку. У 1996 році ФГУП «Мелодія» випустила диск (MEL CD 60 00452), на лицьовій стороні якого також позначено назву як «Червона рута» і є, по суті, компіляцією оцифрованих записів 1972—1986 років. Цікаво, що торцеві сторони вкладки і 24 роки по тому після виходу дебютного LP передають назву диска просто як «Співає Софія Ротару».

## Список композицій
1. Червона рута (муз. і сл. В. Івасюка)
2. Песня о моём городе (Е. Дога — Г. Воде, російський текст В. Лазарева)
3. Жовтий лист (В. Громцев — В. Івасюк)
4. Веточка рябины (А. Дніпров — П. Леонідов)
5. Сизокрилий птах (Д. Бакки — укр. текст Р. Кудлика)
6. Під тінню старого дуба (рум. Ла умбра нукулуй бэтрын) (старовинний романс — М. Емінеску)
7. Ложь (А. Дніпров — А. Дементьев)
8. Водограй (муз. і сл. В. Івасюка)
9. Вірю в твої очі (рум. Кред ын окий тэй) (Е. Дога — І. Подоляну)
10. Моя любовь (Е. Мартинов — П. Леонідов)
11. Не жди, я не вернусь (Е. Шоріллі[it] — автор слів невідомий.)
12. На Івана, на Купала (В. Громцев — М. Бучко)
13. Целый мир (А. Дніпров — П. Леонідов).

- Українською (1, 3, 5, 8, 12), російською (2, 4, 7, 10, 13), молдовською (6, 9), румунською (11) мовою.

### «Співає Софія Ротару II» (1973)
У 1973 році був випущений інший, змінений варіант (11 пісень) цього альбому (Д—034869-70):
- Нема пісень «Веточка рябины» и «Моя любовь»;
- Пісня «Каменное сердце» замість пісні «Ложь»;
- Пісня «В Карпатах ходить осінь» замість песни «Целый мир».

## Учасники запису
- Ансамбль «Червона рута» п/у Анатолія Євдокименка: (1, 3, 8,12)
- Естрадний оркестр Всесоюзного радіо п/у Юрія Сілантьєва (2,13)
- Естрадний ансамбль п/у Георгія Гараняна (4, 5, 7, 10, 11)
- Оркестр кінематографії п/у Мартіна Нерсесяна (9)
- Валентин Алєйников (фортеп'яно) (6)
- Звукорежисер: Олександр Штільман